# Студенцы (деревня, Москва)
Студенцы — деревня в Новомосковском административном округе Москвы  (до 1 июля 2012 года в составе Подольского района Московской области). Входит в состав поселения Рязановское. Название происходит от слова «студенец» — «родник, холодный ключ»
.

## Население
Согласно Всероссийской переписи, в 2002 году в деревне проживало 22 человека (7 мужчин и 15 женщин). По данным на 2005 год в деревне проживало 30 человек.

## Расположение
Деревня Студенцы расположена на правом берегу Десны примерно в 6 км к северо-западу от центра города Подольска. Ближайший населённый пункт — деревня Армазово.

## Достопримечательности
В деревне установлен памятник жителям, погибшим в Великой Отечественной войне.
В 750 м северо-западнее деревни расположено селище «Студенцы-II», датированное XIII, XVI—XVII веками. В 850 м северо-западнее деревни расположено селище «Студенцы-III», датированное XIII, XVI—XVII веками. Оба селища являются памятниками археологии.